# Duopol für Großraumflugzeuge

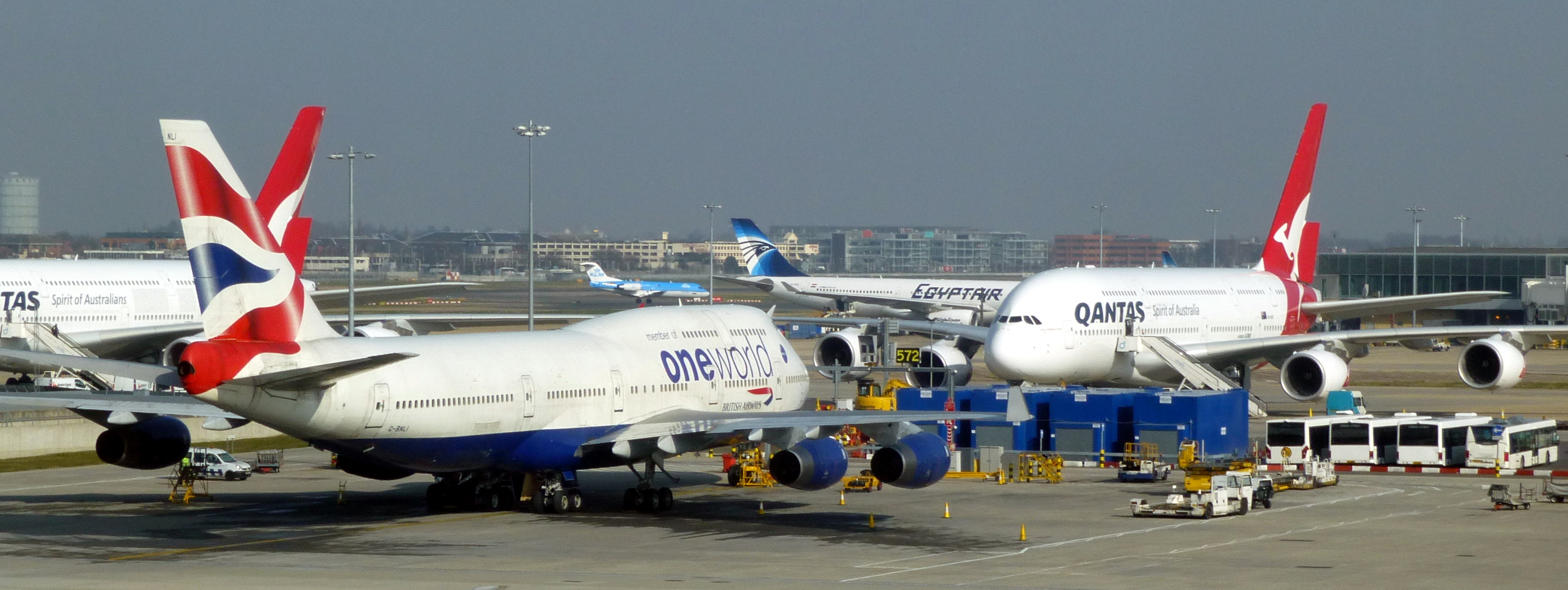
Ein A380 und ein B747 gegenüber, Flughafen Heathrow

Das Duopol für Großraumflugzeuge bilden die Unternehmen Airbus und Boeing. Es handelt sich dabei um das weltweit größte und bekannteste Duopol.

## Geschichte

### Vorgeschichte
Noch zu Beginn der Ära großer Flugzeuge über 100 Sitzplätze in den 1950er-Jahren existierten zahlreiche Hersteller in vielen Ländern der Erde. Die folgende Entwicklungs- und Herstellungsphase war jedoch geprägt von immer komplexerer Technologie, sehr hohen Entwicklungskosten, äußerst langen Rückflusszeiten getätigter Investitionen und einem stark schwankenden, zyklischen Markt. Diese und weitere Faktoren bewirkten, dass einzelne Hersteller nicht mehr die technische und monetäre Kapazität besaßen, um Flugzeugprojekte dieser Größenordnung alleine umzusetzen.

### Duopol Boeing – Douglas
Nachdem der Hersteller Consolidated Vultee Aircraft Corporation (Convair) die CV-880 und CV-990 am Markt vorbeiplante, entwickelte sich bereits in den 1960ern mit Boeing 707 und Douglas DC-8 das Duopol für Langstreckenflugzeuge. Insbesondere Großbritannien versuchte noch mit der Vickers VC10 mitzuhalten, scheiterte jedoch. Dagegen konnte sich bei Kurzstreckenflugzeugen noch bis in die 1990er-Jahre eine größere, aber ebenso stetig kleiner werdende Zahl von Herstellern halten.

### Duopol Boeing – Airbus
Diese festen Marktstrukturen wurden noch einmal verändert, als Ende der 1960er erste Großraumflugzeuge auf den Markt kamen. Die europäischen Regierungen erkannten, dass ihre Luftfahrtindustrie nur durch ein gemeinsames Projekt und nur durch ein modernes und besonders sparsames Großraumflugzeug in das Geschäft, einzusteigen vermochte. In den USA stieg Lockheed mit der TriStar wieder in das Passagierflugzeuggeschäft ein, musste jedoch wegen zu geringer Verkaufszahlen (250 Stück) 1983 die Produktion der TriStar wieder einstellen. In der Sowjetunion konnte Iljuschin mit der Il-62 als erfolgreichstem, Strahlverkehrsflugzeug des Hauses 292 Stück innerhalb von 36 Jahren absetzen. Die Il-86 und insbesondere die Il-96 verkauften sich deutlich schlechter. Tupolew hatte mehr Erfolg mit 852 Tu-134 (1968–84) und 1026 Tu-154 (1972–2013); letztere verkauften sich, aber am stärksten in der Zeit der Sowjetunion. In den Vereinigten Staaten verblieben mit McDonnell Douglas und Boeing zwei große Unternehmen, die 1997 fusionierten. In Europa setzte sich Airbus unter anderem wegen der Fly-by-Wire-Technologie durch. Damit hatten sich im strategiepolitisch bedeutenden Bereich der Entwicklung und Herstellung großer Luftfahrzeuge weltweit zwei große Hersteller herausgebildet.

## Ursache
Die ökonomische Ursache des Duopols für Großraumflugzeuge sind außergewöhnlich hohe Markteintrittsbarrieren. Die Entwicklung eines modernen Großraumflugzeugs kostet bis zu zehn Milliarden Euro und amortisiert sich erst nach mehr als zehn Jahren. Ein solches Projekt wird von privaten Geldgebern nicht finanziert, wenn der Hersteller nicht bereits im Markt etabliert ist. Auch ist fraglich, ob der Markt überhaupt genug Nachfrage generiert, um die Entwicklung von mehr Flugzeugen dieser Größe zu finanzieren. Für Langstreckenflugzeuge wird meist eine Stückzahl von 500 für die Refinanzierung angegeben; zugleich verkaufen sich diese Typen insgesamt etwa 1000 mal.
Ein weiterer Punkt ist die politische Bedeutung der Flugzeugherstellung. Direkte Einflussnahme der jeweiligen Regierungen kommt immer wieder vor und die meisten Fluggesellschaften bestellen bevorzugt im eigenen Land. Entsprechend ist auch die Verteilung der Hersteller von Großraumflugzeugen auf die beiden größten Volkswirtschaften der Welt (EU und USA) und die der Regionaljet-Hersteller auf die sonstigen G8-Länder sowie Brasilien und China (BRIC-Staaten).

## Künftige Entwicklung
Eine gewisse Konkurrenzsituation mit anderen Anbietern ergibt sich durch sogenannte Regionaljets. Dies sind Flugzeuge mit einer Reichweite von etwa 3000 km und derzeit maximal 130 Sitzplätzen. Diese Flugzeuge konkurrieren in der größten Version mit den nur wenig wirtschaftlichen kleinsten Modellen von Airbus (A318) und Boeing (737-600). Für derartige Flugzeuge hat sich ein Markt gebildet, derzeit mit den Anbietern Embraer (Brasilien), Bombardier Aerospace (Kanada), Dassault Aviation (Frankreich), Antonow (Ukraine), Suchoi und Tupolew (beide Russland; inzwischen als OAK zusammengefasst – das Konsortium hat mit der Iljuschin Il-96 auch ein Langstrecken-Großraumflugzeug im Angebot). Auch der japanische Konzern Mitsubishi hat an einem derartigen Modell gearbeitet, bevor das Programm 2023 abgebrochen worden ist.
Pläne für größere Flugzeuge gibt es bisher jedoch nur sehr theoretisch. Der damalige Vorsitzende von Airbus (damals EADS), Thomas Enders, erklärte dazu 2005, er könne sich vorstellen, dass es in 20 bis 30 Jahren drei oder vier große Flugzeugbauer gebe.
Pläne für eine Konkurrenz gegen die in riesigen Stückzahlen gebauten Airbus A320 und Boeing 737 kommen selten ohne direkte staatliche Eingriffe aus:
- Der chinesische Flugzeughersteller COMAC arbeitet am Flugzeug Comac C919, das eine Kapazität von etwa 160 Personen bieten soll. Das Flugzeug mit einem um mehrere Jahre verzögerten Erstflug steht insbesondere im Heimatland in verzögerter Konkurrenz zur Airbus-A320-Familie und zur Boeing 737.[7]
- Die zivile russische Flugzeugindustrie hat sich nach wie vor nicht von ihrem Einbruch erholen können.[8] Die diversen russischen Flugzeughersteller haben sich Anfang 2006 nach politischer Einflussnahme unter dem Namen OAK zusammengeschlossen. Auch hier soll unter dem Namen Irkut MS-21 ein Mittelstreckenflugzeug mit bis zu 174 Sitzplätzen entstehen.